# Kőkút
Kőkút es un pueblo ubicado en el distrito de Kaposvár, en el condado de Somogy, Hungría.

## Superficie
Posee una superficie de 20,23 kilómetros cuadrados.

## Demografía
Hasta 2019 la población era de 522 habitantes, con una densidad de población de 25,80 habitantes por kilómetro cuadrado.